# Безпопівщина
Безпопі́вщина, безпопі́вство, також безпопі́вці — один з основних напрямів старообрядництва, який виник у 17 сторіччі (під час розколу російської православної церкви, що стався після церковної реформи 1653—56) і відкидає церковно-православну ієрархію, таїнство священства.

## Історія та опис
Безпопівці стверджували, що з часів Никона (XVIII ст.) православ'я відійшло від істинної віри і тому саме існування «законних» пастирів стало неможливим. За вченням безпопівців, кожен християнин є священником. Із таїнств вони визнавали лише хрещення та сповідь. Богослужіння здійснювали виборні наставники чи «начотчиками». 
Під впливом соціальних та релігійних суперечностей течія розпалася на кілька напрямів: перехрещенці, нетівці, авраамівщина, розстригівщина тощо. 
В основному протест безпопівців проти кріпосницьких порядків і засилля православної церкви мав пасивний характер. Розчарування в дійсності приводило безпопівців до ідей про настання кінця світу, фанатизму, а іноді навіть самоспалення. 
Після 1917 року відбувалося швидке стирання відмінностей між напрямами безпопівства. В часи СРСР багато громад безпопівців розпалися, незначна кількість продовжувала існування в РРФСР, Прибалтиці, Білорусі, Україні.
Нерідко найсуворіші аскетичні приписи, будучи прийняті старообрядницькою згодою за певний ідеал, не ставали соціальною нормою для пересічних членів згоди. Так, у більшості безпопівських згод, де на рівні теоретично сформульованого вчення можливість шлюбу після втрати священства не визнається, віряни розподілялися на «мирських» та «соборних». Усіх суворих релігійних приписів своєї згоди дотримуються лише «соборні». До цієї категорії, окрім наставників, у переважній більшості належать діти та люди літнього віку.

## В Україні
На території сучасної України безпопівці почали з’являтися з кіннця 17 ст. внаслідок міграції старообрядників-утікачів. Поступово склалося два основні райони мешкання безпопівців. На Лівобережжі домінувала Поморська згода, важливим центром якої був монастир, заснований 1760 поблизу м. Чугуєва.
Безпопівські общини на Правобережжі здебільшого були засновані старообрядцями-переселенцями з території сучасних Білорусі та Прибалтики (куди вони свого часу тікали від переслідувань російської влади). Найкомпактніше безпопівці оселилися на околицях м. Житомира.
Станом на середину 1980-х в Україні налічували близько 45 безпопівських громад, проте централізованої структури так і не було створено.
Станом на початок 2020 в Україні було офіційно зареєстровано 14 безпопівських общин. Проте не всі такі общини знаходяться на обліку органів державної влади. За самооцінками безпопівців Поморської згоди, в Україні діє не менше 35 громад одновірців. Найбільшою є кількість общин старообрядників-поморців у Житомирській області (13 парафій). Також діє 3 громади безпопівців Поморської згоди у Вінницькій області, 1 — у Хмельницькій області, 3 — у Закарпатті, 1 — в Одеській області. На Лівобережжі діє 5 безпопівських громад в Харківській області, по 2 — у Донецькій і Луганській областях, по 1 — у Запорізькій, Дніпропетровській та Чернігівській областях.